# Grand Prix Jihoafrické republiky 1972
Grand Prix Jihoafrické republiky 1972 (oficiálně Sixth AA Grand Prix of South Africa) se jela na okruhu Kyalami v Midrandu v Jihoafrické republice dne 4. března 1972. Závod byl druhým v pořadí v sezóně 1972 šampionátu Formule 1.

## Závod
| Poř.   | No. | Jezdec               | Konstruktér    | Počet kol | Čas/Odstoupení    | Pořadí na startu | Body |
| ------ | --- | -------------------- | -------------- | --------- | ----------------- | ---------------- | ---- |
| 1      | 12  | Denny Hulme          | McLaren-Ford   | 79        | 1:45:49.1         | 5                | 9    |
| 2      | 8   | Emerson Fittipaldi   | Lotus-Ford     | 79        | + 14.1            | 3                | 6    |
| 3      | 14  | Peter Revson         | McLaren-Ford   | 79        | + 25.8            | 12               | 4    |
| 4      | 7   | Mario Andretti       | Ferrari        | 79        | + 38.5            | 6                | 3    |
| 5      | 3   | Ronnie Peterson      | March-Ford     | 79        | + 49.0            | 9                | 2    |
| 6      | 19  | Graham Hill          | Brabham-Ford   | 78        | + 1 kolo          | 14               | 1    |
| 7      | 4   | Niki Lauda           | March-Ford     | 78        | + 1 kolo          | 21               |      |
| 8      | 5   | Jacky Ickx           | Ferrari        | 78        | + 1 kolo          | 7                |      |
| 9      | 2   | François Cevert      | Tyrrell-Ford   | 78        | + 1 kolo          | 8                |      |
| 10     | 9   | Dave Walker          | Lotus-Ford     | 78        | + 1 kolo          | 19               |      |
| 11     | 21  | Henri Pescarolo      | March-Ford     | 78        | + 1 kolo          | 22               |      |
| 12     | 6   | Clay Regazzoni       | Ferrari        | 77        | + 2 kola          | 2                |      |
| 13     | 25  | Rolf Stommelen       | Eifelland-Ford | 77        | + 2 kola          | 25               |      |
| 14     | 24  | Helmut Marko         | BRM            | 76        | + 3 kola          | 23               |      |
| 15     | 15  | Chris Amon           | Matra          | 76        | + 3 kola          | 13               |      |
| 16     | 27  | John Love            | Surtees-Ford   | 73        | Nehoda            | 26               |      |
| 17     | 22  | Carlos Pace          | March-Ford     | 73        | + 6 kol           | 24               |      |
| NC     | 23  | Howden Ganley        | BRM            | 70        | + 9 kol           | 16               |      |
| NC     | 18  | Andrea de Adamich    | Surtees-Ford   | 69        | + 10 kol          | 20               |      |
| NC     | 11  | Peter Gethin         | BRM            | 65        | + 14 kol          | 18               |      |
| Ret    | 10  | Jean-Pierre Beltoise | BRM            | 61        | Motor             | 11               |      |
| Ret    | 1   | Jackie Stewart       | Tyrrell-Ford   | 45        | Převodovka        | 1                |      |
| Ret    | 17  | Mike Hailwood        | Surtees-Ford   | 28        | Zavěšení          | 4                |      |
| Ret    | 20  | Carlos Reutemann     | Brabham-Ford   | 27        | Palivový systém   | 15               |      |
| Ret    | 16  | Tim Schenken         | Surtees-Ford   | 9         | Motor             | 10               |      |
| Ret    | 26  | Dave Charlton        | Lotus-Ford     | 2         | Palivové čerpadlo | 17               |      |
| DNS    | 28  | William Ferguson     | Brabham-Ford   |           | Motor             |                  |      |
| Zdroj: |     |                      |                |           |                   |                  |      |

## Průběžné pořadí po závodě
Pohár jezdců
|        | Pořadí | Jezdec             | Body |
| ------ | ------ | ------------------ | ---- |
| 1      | 1      | Denny Hulme        | 15   |
| 1      | 2      | Jackie Stewart     | 9    |
| 9      | 3      | Emerson Fittipaldi | 6    |
| 1      | 4      | Jacky Ickx         | 4    |
| 7      | 5      | Peter Revson       | 4    |
| Zdroj: |        |                    |      |

Pohár konstruktérů
|        | Pořadí | Konstruktér  | Body |
| ------ | ------ | ------------ | ---- |
| 1      | 1      | McLaren-Ford | 15   |
| 1      | 2      | Tyrrell-Ford | 9    |
|        | 3      | Ferrari      | 7    |
| 4      | 4      | Lotus-Ford   | 6    |
|        | 5      | March-Ford   | 3    |
| Zdroj: |        |              |      |